# Аладин (ТВ серија)
Аладин (енгл. Aladdin) америчка је анимирана серија која се емитовала од 6. фебруара 1994. до 25. новембра 1995. године, заснована на Дизнијевом истоименом филму из 1992. године. Серија је постављена након филма Аладин 2: Повратак Џафара, иако се емитовала четири месеца пре филма. Завршила се филмом Аладин 3: Аладин и краљ лопова.
У Србији, серија је премијерно емитована 2007. године на Пинк ТВ, синхронизована на српски језик. Синхронизацију је радио студио Мириус. Године 2008, серија је емитована на РТС 1 током суботњег и недељног Дизнијевог блока. Студио Лаудворкс, који је синхронизовао филм, такође је ресинхронизовао серију.

## Радња
Након Џафарове смрти, Аладин наставља своју дужност као спаситељ Аграбе. Он и његови пријатељи настављају своје авантуре, спасавајући Аграбу од групе зликоваца.

## Улоге
| Лик    | Глас            |
| ------ | --------------- |
| Аладин | Скот Вејнџер    |
| Јасмин | Линда Ларкин    |
| Јаго   | Гилберт Готфрид |
| Дух    | Ден Кастеланета |
| Султан | Вал Бетин       |
| Разул  | Џим Камингс     |